# Michel Amathieu
Michel Amathieu (* 28. November 1955 in Crèvecœur-le-Grand, Frankreich) ist ein französischer Kameramann.

## Leben
Michel Amathieu schloss erfolgreich sein Mathematikstudium ab und arbeitete einige Jahre als Lehrer, bevor er sein Hobby als Kameramann zum Beruf machte. Er drehte und inszenierte mehrere Musikclips und Werbespots. Sein Langspielfilmdebüt als Kameramann gab er 1984 mit der von Jorge Blanco inszenierten französisch-argentinischen Komödie Argie. Für seine Arbeit an Blut, Schweiß und Tränen wurde er 2010 mit einer Nominierung für einen Emmy als bester Kameramann bedacht.

## Filmografie (Auswahl)
- 1997: Dobermann
- 1997: Le Cousin – Gefährliches Wissen (Le cousin)
- 1998: L.A. Without a Map
- 1999: Neuschnee (Premières neiges)
- 2004: Das Leben ist ein Wunder (Život je čudo)
- 2004: Zwei ungleiche Schwestern (Les sœurs fâchées)
- 2005: L’Avion – Das Zauberflugzeug (L’avion)
- 2006: Der Mann meines Lebens (L’homme de sa vie)
- 2006: Penelope
- 2006: Paris, je t’aime
- 2009: Blut, Schweiß und Tränen (Into the Storm)
- 2009: Ich habe sie geliebt (Je l’aimais)
- 2009: Road, Movie
- 2011: Ein griechischer Sommer (Nicostratos le pélican)
- 2012: The Blind Man (L’Aveugle)
- 2013: 11.6 – The French Job (11.6)
- 2014: Diplomatie
- 2014: My Old Lady
- 2018: Wo ist Albert? (J‘ai perdu Albert)
- 2021: Kein Lebenszeichen (Disparu à jamais)
- 2023: The Walking Dead: Daryl Dixon (Fernsehserie, 4 Folgen)